# أوليفييه بويفن
أوليفييه بويفن (بالفرنسية: Olivier Boivin)‏ هو راكب الكنو فرنسي، ولد في 6 يونيو 1965 في سانت بريوك في فرنسا.

## وصلات خارجية
- أوليفييه بويفن على موقع أوليمبيديا (الإنجليزية)